# Il portafoglio rosso
Il portafoglio rosso è un film muto italiano del 1914 diretto da Guglielmo Zorzi.